# Howard Benson
Howard Benson (Havertown, 1956) è un produttore discografico statunitense.

## Biografia
Laureatosi in scienza dei materiali presso la Drexel University, Benson ha studiato composizione presso l'Università delle arti di Philadelphia. In seguito, è stato assunto dalla Garrett AiResearch, dove ha lavorato per il C-5 r l'F-18. In quel periodo, Benson suonava regolarmente con il proprio gruppo in alcuni locali di Hollywood, fino al momento in cui non furono notati da un produttore discografico.
Tuttavia la popolarità per Benson arrivò tramite la produzione di due album hardcore punk per il gruppo TSOL (Revenge (1986) e Hit and Run (1987)), benché il suo maggior successo fu la produzione dell'album Psycho Café dei Bang Tango nel 1989.
Nel 2000 Benson ha prodotto Satellite dei P.O.D., registrato presso i Bay 7 Studios, dove ha in seguito registrato numerosi altri dischi, benché normalmente dopo la registrazione Benson sia abituato a riarrangiare il materiale registrato presso gli Sparky Dark Studios, nella sua abitazione.
Howard Benson è stato nominato due volte ai Grammy Awards come Produttore dell'anno: nel 2007 per aver prodotto Hoobastank (Every Man for Himself), Flyleaf (Flyleaf), Less Than Jake (In with the Out Crowd), Three Days Grace (One-X),Three Days Grace (Life start Now), Papa Roach (The Paramour Sessions), Head Automatica (Popaganda) e Saosin (Saosin) e nel 2008 per aver prodotto Daughtry (Daughtry), Mêlée (Devils & Angels), The Starting Line (Direction), Relient K (Five Score and Seven Years Ago) e Sound the Alarm (Stay Inside).